# 血液培養
血液培養或血培养（blood culture），是将新鲜离体的血液标本接种于营养培养基上，在一定温度、湿度等条件下，使对营养要求较高的细菌或真菌生长繁殖并对其进行鉴别，从而确定病原菌的一种人工培养法。
血培養屬於一種醫學實驗室測試，在一般的情況下，血液中不含微生物，那麼如果存在的話就可能表明存在菌血症，例如菌血症或真菌血症，在嚴重的情況下可能會導致敗血症。通過培養血液，可以識別微生物並測試其對抗菌藥物的耐藥性，從而使臨床醫生能夠提供有效的治療。
為了進行測試，將血液抽入裝有液體配方的瓶子中，該液體配方可促進微生物生長，稱為培養基。通常一次抽取時只會收集兩個容器，其中一個是為需要氧氣的需氧生物設計的，另一個是為不需要氧氣的厭氧生物設計的。這兩個容器被稱為一組血液培養物。有時從兩個不同的抽血地點收集兩組血培養物。如果一種生物體僅出現在兩組中的一組中，便可能是皮膚菌群污染，而不是真正的血液感染。如果在患者接受抗菌藥物後采集樣本，或者瓶子中沒有填充推薦量的血液，則可能會出現假陰性結果。有些生物體在血培養中生長不良，需要特殊的檢測技術。
將容器放置在培養箱中幾天，以使生物體繁殖。如果檢測到微生物生長，則對培養瓶進行革蘭氏染色，以確認微生物的存在並提供有關其身份的初步信息。然後對血液進行傳代培養，這意味著將其劃線到大菜培養基上以分離微生物菌落，以進行全面鑒定和抗菌藥物敏感性測試。由於快速診斷和治療血流感染至關重要，因此使用聚合酶鏈反應和基質輔助激光解吸/電離等技術開發了快速檢測方法。
血液培養程序早在 19 世紀中就已公布，但這些技術是勞動密集型的，並且與當代方法幾乎沒有相似之處。微生物生長的檢測涉及對培養瓶的目視檢查，直到 1970年代引入監測微生物代謝產生的氣體的自動化血液培養系統。在發達國家，手動血培養方法基本上已被自動化系統所淘汰。

## 醫學用途
血液本身是無細菌的。血液裡面出現細菌會被稱為菌血症，出現真菌則會被稱為真菌血症。日常刷牙或者排便可能對皮膚或者黏膜造成一些輕微的的損傷而導致細菌進入了血管。免疫系統和單核吞噬細胞系統通常可以很快便偵測到並吞噬細菌，所以這些菌血症是輕微而很少被檢測到的。細菌可以透過蜂窩性組織炎、泌尿道感染或是細菌性肺炎等感染進入血液，然後造成循環系統的感染，例如是感染性心內膜炎，或是與靜脈注射相關的感染，這些菌血症感染會持續一段時間。
真菌血症大多發生在有免疫抑制疾病的病人身上，如果細菌或者真菌並沒有從血液中被清除，那麼便可以擴散到其他的器官或者組織，引發全身炎症的免疫反應，即是敗血症。敗血症是有機會致命的。

## 程序

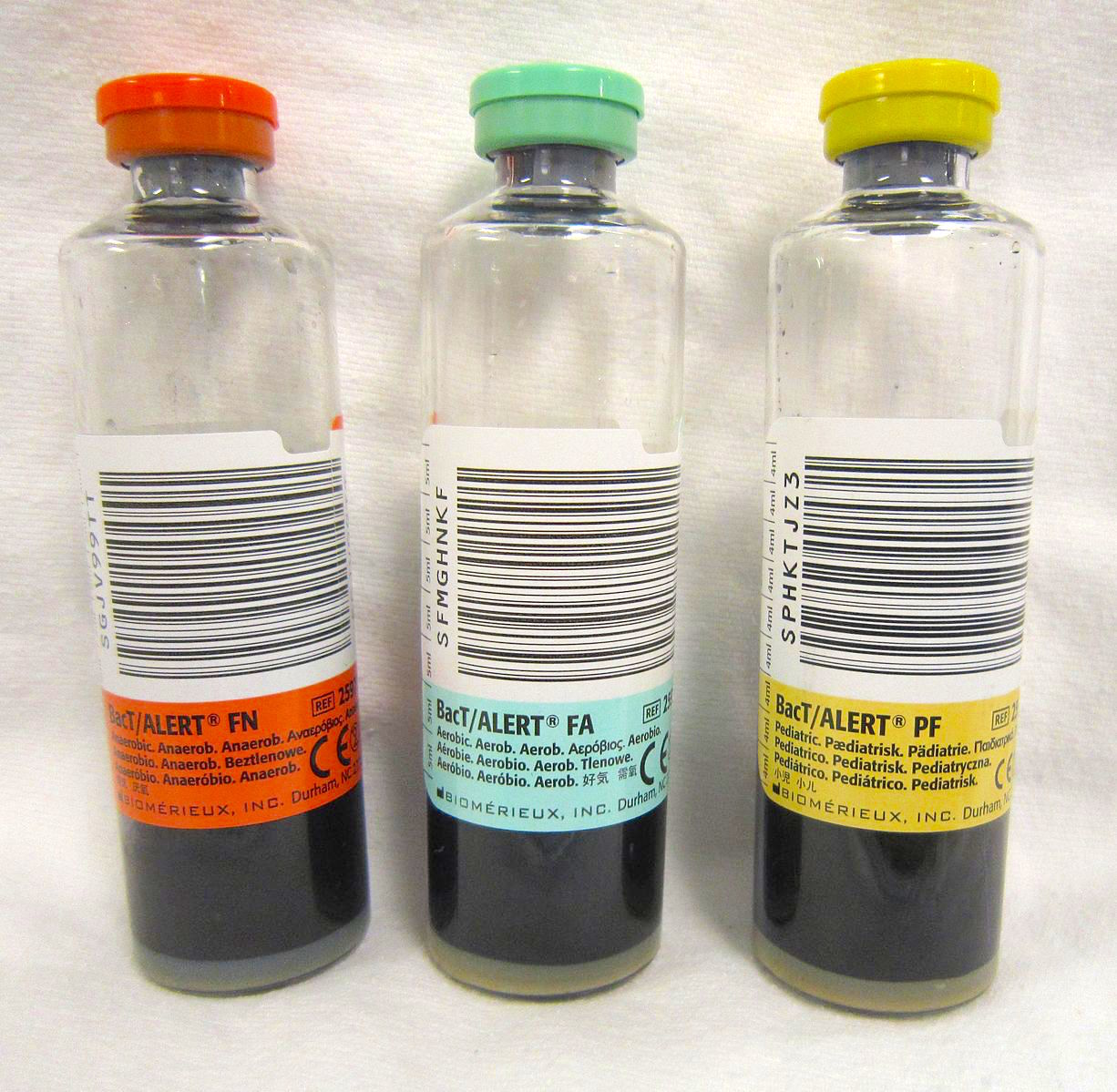
圖為血液培養瓶，將自病患身上抽出的血液放入瓶子，檢查血液中是否有細菌的存在。標有橘色標籤的瓶子是專門針對厭氧菌的培養瓶，藍色的是針對好氧菌，黃色是兒童用的。

## 歷史
Template:Clinical microbiology techniques
1. ↑  Carroll, KC et al. (2015). p. 755.
2. 1 2  Turgeon, ML (2016). p. 510.
3. 1 2 3  Mahon, CR et al. (2018). p. 866.
4. 1 2  Procop, GW & Koneman, EW (2017). p. 188.
5. ↑  Pitt, SJ (2018). p. 26.
6. ↑  Carroll, KC et al. (2015) pp. 755–6.
7. ↑  Mahon, CR et al. (2018). p. 867.
8. ↑  Bennett, JE et al. (2019). p. 990.